# Bataille de polochons
Une bataille de polochons ou d'oreillers est un jeu dans lequel les participants – souvent des enfants, mais parfois aussi des adolescents ou des adultes – se battent les uns contre les autres avec des traversins (appelés familièrement « polochons ») ou des oreillers. Il ne s'agit pas d'une vraie bataille, puisque le but n'est pas de blesser ses adversaires, mais seulement de s'amuser.
Les soirées pyjama sont une occasion courante de voir se produire de telles batailles.

## Danger
Dans la mesure où les oreillers sont mous, les blessures restent rares. Leur masse peut cependant déséquilibrer les participants de faible constitution, ce qui est souvent le cas, étant donné leur jeunesse ; particulièrement sur une surface instable telle que le matelas d'un lit, qui est un endroit courant pour y jouer.

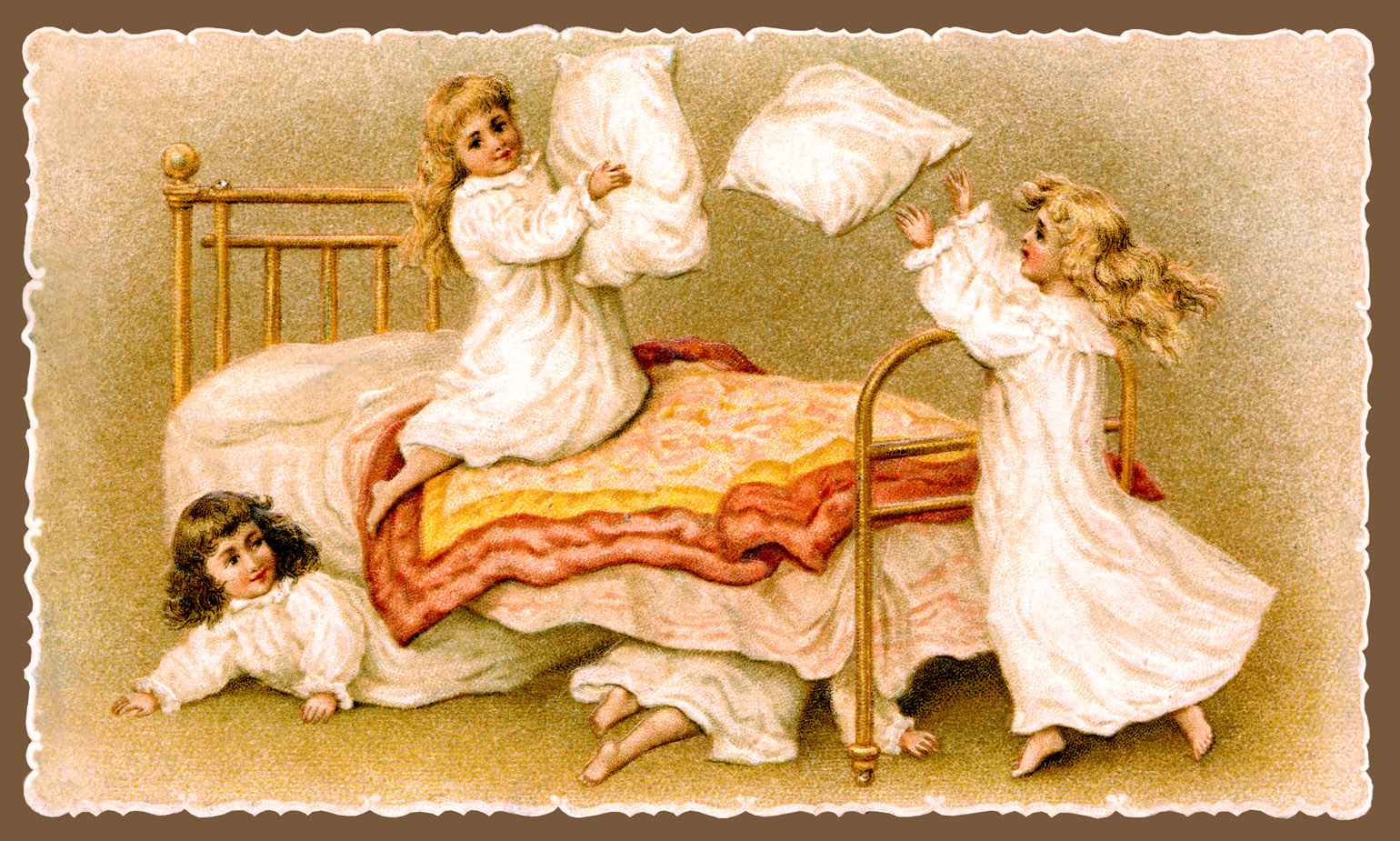
Bataille de polochons (carte postale australienne de 1901).

## Déchirure des oreillers
Avec les chocs, les oreillers peuvent voir leur enveloppe se rompre, et les plumes qu'ils contiennent se répandre au travers de la pièce. Cela se produit toutefois de moins en moins souvent, car les oreillers récents sont plus résistants et de plus en plus souvent rembourrés avec des fibres synthétiques.

## Apparitions
- Dans la soirée du 16 janvier 1964, dans une chambre de l'hôtel George-V à Paris, le photographe Harry Benson a réalisé un cliché devenu célèbre, immortalisant une bataille de polochons opposant les Beatles. Selon Benson[1], elle aurait résulté d'un télégraphe annonçant que la chanson I Want to Hold Your Hand était première au hit-parade américain (« a cable announcing that I Want to Hold Your Hand was number one on the American pop charts »). D'autres sources indiquent toutefois que la chanson n'a pas atteint la première place avant le 1er février de cette année-là[2].
- En 1978, une scène du teen movie American College présente une bataille de polochons.

## Batailles de polochons comme spectacle
- Les batailles de polochons constituent un type de combat fréquent entre les femmes catcheuses, appelées divas à la WWE. Un lit est installé sur le ring, et les oreillers servent d'armes. Bien que ce soient en principe les règles standards du catch qui s'appliquent, il n'y a généralement que peu ou pas de lutte dans ce type de match. Le plus souvent, les adversaires ne portent rien d'autre que de la lingerie.
- En 2006, une ligue de batailles de polochons, la Pillow Fight League[3], a été créée. Elle sélectionne des femmes et organise des batailles les opposant dans les bars de Toronto[4]. Ces combattantes sont rémunérées pour ce spectacle et incarnent des personnages. Les combats sont réels, ils ne sont pas truqués ou écrits ; les règles sont que les femmes sont les seules à pouvoir combattre, que les comportements obscènes sont interdits, et que les leg drops et les clés sont autorisés dans la mesure où un oreiller est utilisé.
- Le 22 mars 2008 s'est tenue la première journée mondiale de bataille de polochons dans 35 villes dans le monde, organisée grâce aux réseaux sociaux[5].
- Le 3 avril 2010 a lieu l'International Pillow Fight Day[6], une bataille de polochons géante est organisée dans de nombreuses villes du monde, dont Paris[7], Montpellier et Strasbourg pour la France.

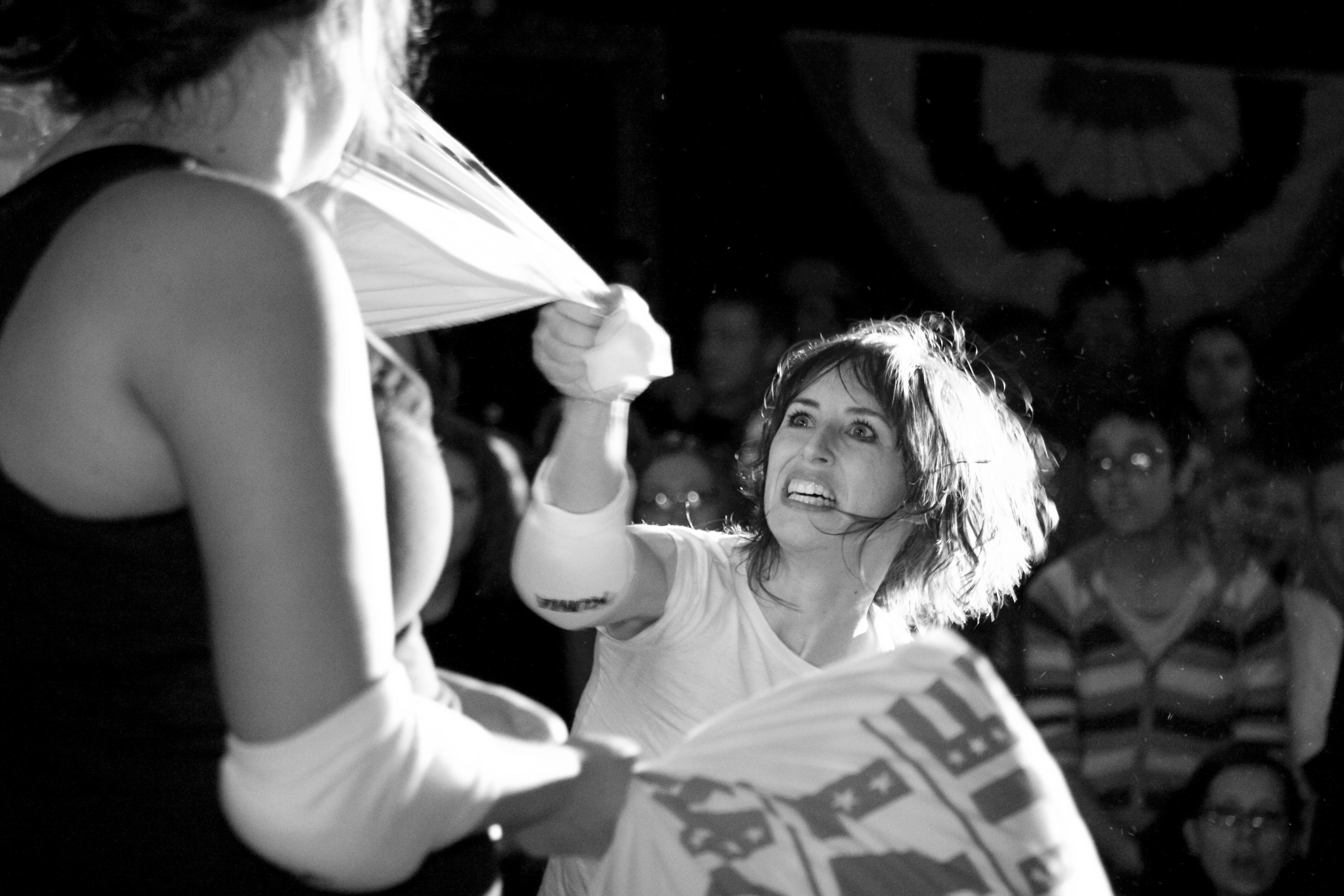
Combat de la Pillow Fight League (2009).
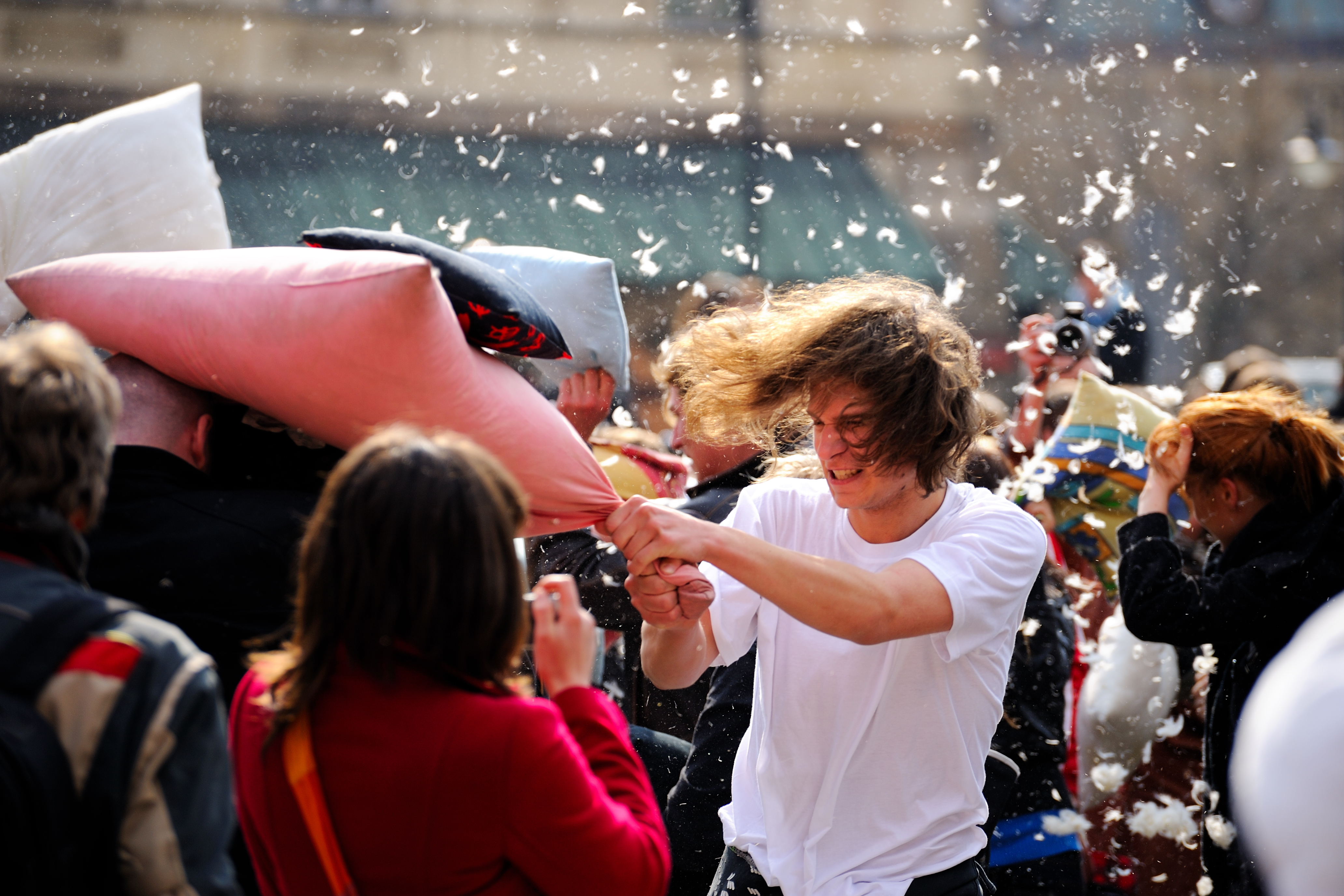
International Pillow Fight Day 2010 à Varsovie.

## Batailles de polochons au Japon
Le makura-nage (du japonais 枕投げ, まくらなげ) est un jeu pratiqué au Japon, dans lequel les enfants se jettent mutuellement des oreillers.